# Aristide d'Athènes
Pour les articles homonymes, voir Aristide.
Aristide d'Athènes ou saint Aristide (mort vers 134) est un apologiste chrétien du IIe siècle. Philosophe athénien, il se convertit au christianisme et fut l'un des premiers à répondre par la plume aux attaques que subit au début du IIe siècle la religion chrétienne. Précédant d'autres apologistes (comme saint Justin ou Tertullien) qui développèrent et approfondirent la défense et l'illustration du christianisme, Aristide témoigne par sa fraîcheur et sa sincérité de l'esprit de fraternité qui régnait au sein des premières communautés chrétiennes. Il est fêté le 31 août.

## L′Apologie
Alors qu'Aristide enseigne la philosophie à Athènes, l'empereur Hadrien visite cette ville en 125. Aristide lui présente une Apologie de la religion qui fut bien accueillie. Dans un discours prononcé devant l'empereur, il soutient le principe de la divinité de Jésus-Christ.
Dans son exposé, Aristide commence par diviser l'humanité en quatre catégories :
1. Les Barbares : Il pointe leur fétichisme qui leur fait « rendre un culte aux éléments (de la nature) et servir les créatures plutôt que le créateur.»
2. Les Grecs : Ils ont introduit « de multiples dieux fabriqués », dans le cadre d'une mythologie « ridicule et folle », qui a servi de prétexte aux humains pour commettre à leur tour « toutes sortes de crimes et abominations »
3. Les Juifs : Aristide relève leur croyance en un « Dieu unique, créateur de tout et tout-puissant » mais dénonce certaines de leurs pratiques qui - à ses yeux- ont tendance à verser vers la superstition.
4. Les Chrétiens : Aristide pense que ce sont ceux qui se sont le plus «approchés de la vérité et de la connaissance exacte». Il apprécie :

leur droiture, leur  retenue,
leur sens de la fraternité ( « Il ne se trouve pas de mensonge entre eux et ils s'aiment les uns les autres » ),
leur charité ( « Ils ne détournent pas le regard des veuves et ils délivrent l'orphelin de celui qui leur fait violence. celui qui possède donne sans réserve à celui qui ne possède pas »,
leur piété ( « Tous les matins et à toute heure, ils louent et glorifient Dieu pour ses grâces envers eux » ).
Au terme de ces constatations, Aristide invite les « calomniateurs » à faire silence et l'empereur à découvrir la doctrine chrétienne.
Il est probable que cette Apologie et ce discours eurent une influence sur l'édit que rendit peu après l'empereur, interdisant d'exécuter les suspects sans mise en examen et jugement préalables, ce qui permit aux chrétiens de pratiquer leur religion dans un relatif calme.

## Citations
« Voici donc démontré, Prince que tous ces cultes polythéistes sont les produits de l’erreur et de la perdition. Car il ne faut pas appeler dieux des êtres visibles et qui ne voient pas ; mais c’est l’être invisible, qui voit tout et qui a tout créé, qu’il faut vénérer comme Dieu », Apologie (version grecque), XIII, 7, in Apologie, introduction, textes critiques, traductions et commentaire par B. Pouderon et M.-J. Pierre avec la collaboration de B. Outtier et M. Guiorgadzé, Paris, Le Cerf, 2003, p. 283-285.
« Donc les Juifs disent qu’il n’y a qu’un seul Dieu, créateur de tout et tout-puissant, et qu’il ne convient pas d’adorer quoi que ce soit d’autre que ce seul Dieu. Et l’on voit en cela qu’ils sont plus proches de la vérité que tous les peuples, puisqu’ils préfèrent adorer Dieu plutôt que ses œuvres. Et ils imitent Dieu, au moyen de cette philanthropie qui est la leur, pratiquant la miséricorde envers les pauvres, rachetant les captifs, ensevelissant les morts, et accomplissant d’autres [œuvres] du même genre, agréées de Dieu et belles aussi pour les hommes, qu’ils ont reçues de leurs pères d’autrefois. Or donc, ils se sont eux aussi écartés de la connaissance exacte, pensant en conscience rendre un culte à Dieu. Car dans leur genre de pratiques, c’est aux anges et non à Dieu qu’ils rendent culte, observant les sabbats et les néoménies, les azymes et le grand jeûne, le jeûne, la circoncision et la pureté des aliments – toutes choses que d’ailleurs ils n’observent pas parfaitement. », Apologie (version syriaque), XIV, 3-4, op. cit., p. 233-235.
Dans Serge Margel : « Religio/Superstitio : La crise des institutions de Cicéron à Augustin », notes 36 et 37, p. 25

## Commentaires anciens sur l′Apologie
Eusèbe de Césarée dans son Histoire ecclésiastique, après un développement sur l'Apologie présentée par Quadrat d'Athènes à Hadrien, évoque ainsi celle rédigée par Aristide : 
« Voilà ce qui concerne Quadratus. Aristide lui aussi, un des fidèles disciples de notre religion, a laissé, comme ce dernier, une apologie de la foi, dédiée à Hadrien. Son écrit est également conservé jusqu'ici chez beaucoup. » (Liv. IV, III)
Selon saint Jérôme, l'Apologie était un monument d'esprit et d'éloquence, rempli de passages choisis de philosophes.

## La redécouverte de l′Apologie
La dernière mention ancienne de l'Apologie date du IXe siècle, dans le Martyrologe publié par Adon de Vienne en 858.

Il faudra attendre le XIXe siècle pour que le texte de l'Apologie réapparaisse.
En 1878 les pères Mekhitaristes publient un fragment arménien. En 1889, une version en syriaque est découverte par J. Rendel Harris dans le monastère Sainte-Catherine du Sinaï. L'étude des textes met en évidence qu'une métaphrase grecque figurait dans le roman hagiographique de Barlaam et Josaphat datant du VIe siècle : l'apologie y est mise sur les lèvres de Nachor, un des protagonistes de la légende. 
Par la suite, on découvre une métaphrase géorgienne. Enfin sont retrouvés des fragments succincts de l’original grec sur un papyrus d’Oxyrhynque.

### Éditions et traductions
CPG 1062-1067
- Apologie, Introduction, textes critiques, traductions et commentaires par Bernard Pouderon et Marie-Joseph Pierre avec la collaboration de Bernard Outtier  et M. Guiorgadzé, Éditions du Cerf, collection « Sources chrétiennes » - Textes grecs N° 470, 2003.
- Apologie à Hadrien, trad. du syriaque Marie-Joseph Pierre : Premiers écrits chrétiens, Gallimard, coll. "La Pléiade", 2016, p. 290-324.
- Source : Eusèbe de Césarée, L'Histoire Ecclésiastique, IVe siècle, IV.3.3.
- Saint Aristides the Athenian's Apology and Saint Athenagoras the Athenian Philosopher's Plea for the Christians, translated from Greek into Georgian, submitted with introduction and comments by a monk Ekvtime Krupitski, Tbilisi Theological Academy, Tsalka, Sameba village, Cross Monastery, "Sulieri Venakhi" Publishers, Tbilisi, 2024,  (ISBN 978-9941-9676-2-7)

### Études
- G. C. O'Ceallaigh, « Marcianus Aristides on the Worship of God », Harvard Theological Review, n° 51 (1958), p. 227-254.
- Bernard Pouderon, « La structure de l' Apologie d'Aristide et son chapitre sur les juifs », Judaïsme ancient-Ancient judaism, vol. III (2015), p. 253-282.